# Bullbras
O Bullbras (abrev. de Bulldogge brasileiro) é uma raça de cão do tipo buldogue com origem no Brasil. A raça foi reconhecida pela SONARB (Sociedade Nacional de Raças Brasileiras) em 2013.

## Desenvolvimento

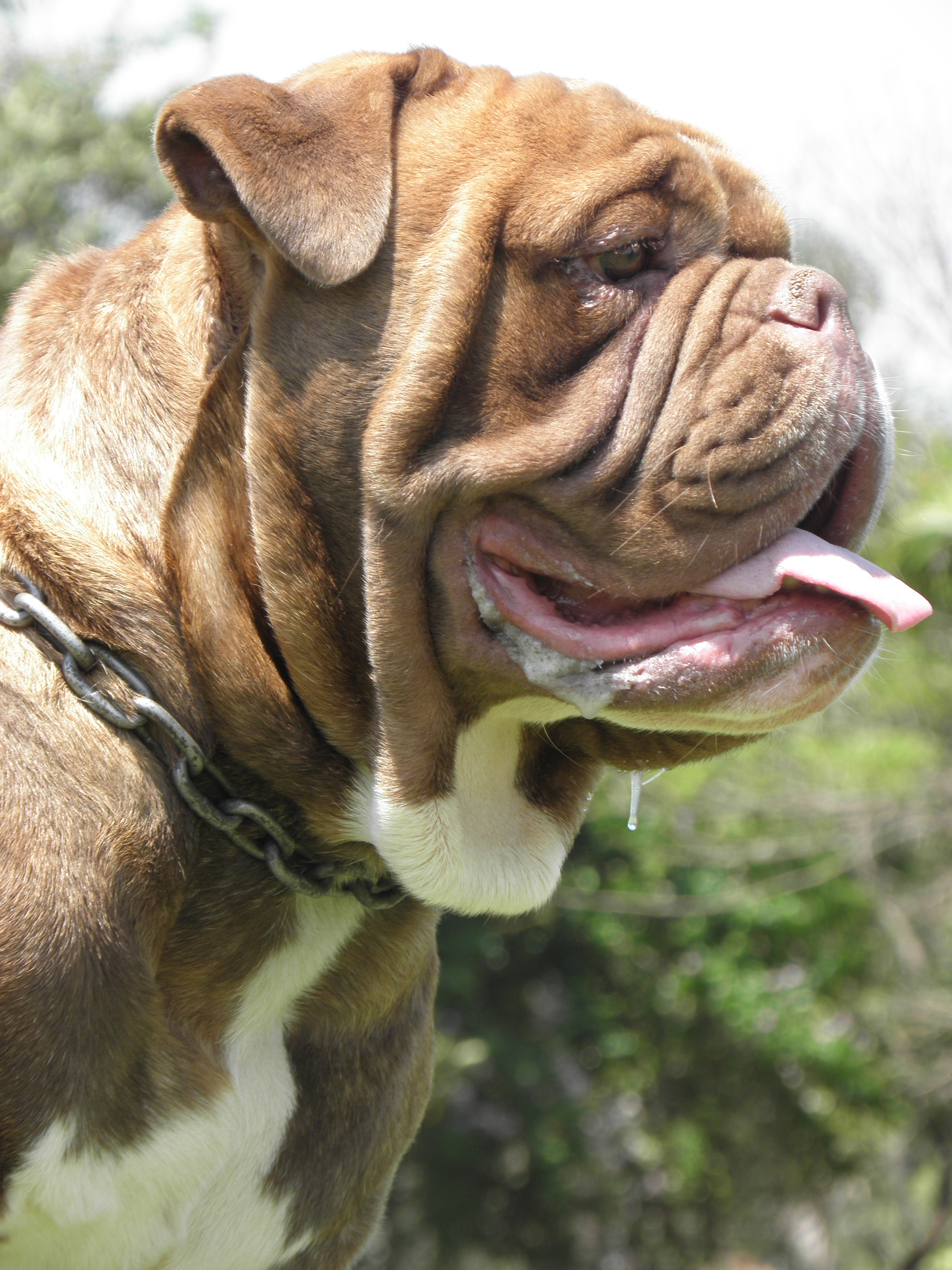
Bullbras

O criador de cães Wagmar de Souza de São Paulo, bastante conhecido anteriormente como criador de APBT, com o objetivo de criar uma nova raça canina, encabeça um trabalho cinófilo elaborado da forma mais científica possível, inédito na cinofilia brasileira e talvez na mundial: O projeto Bullbras.

## História
Percebendo a admiração que as pessoas tem pela raça buldogue inglês, e ao mesmo tempo os transtornos causados pelas hipertípias da raça, que causam diversos males em exemplares dela, como males respiratórios, incapacidade de reprodução de maneira natural, baixa resistência física, doenças de pele, displasia coxofemoral e etc. Wagmar resolveu criar uma nova raça com temperamento totalmente voltado para a companhia e que tivesse o mesmo tipo abuldogado, entretanto mais vivaz, e que não tivesse qualquer problema genético ou relacionado a hipertípias.
Em março de 2006 iniciou o trabalho de acasalamentos entre cães de raças com características que desejava no novo cão, a fim de mesclá-las e criar o bullbras. Utilizaria como base as raças Olde English Bulldogge, bulldog inglês, bulldog campeiro e boxer. Posteriormente, pretendia-se utilizar o bulldog americano no projeto de acasalamentos, dos quais iriam compor a maior carga genética do bullbras, mas também haveria sangue do american pit bull terrier, do american staffordshire terrier e do staffordshire bull terrier.
Pouco depois de cinco anos de trabalho do início do projeto, já havia pouco mais de meia centena de cães já considerados bullbras, e não mais mestiços das raças antecessoras, e estavam em posse de Wagmar e de seus sócios neste trabalho, os criadores Sérgio Infante de São Paulo, e Geraldo e Fernando Starling de Brasília.

## Melhoramento genético
O que torna singular o trabalho de criação desta raça, é o apoio científico dado pelo professor Marcelo Cardoso de Lima, responsável pela área de melhoramento genético animal da Universidade Anhembi Morumbi, o apoio tem sido importante para desenvolvimento saudável da raça, onde tem sido usado um software que permite acompanhar por até trinta e duas gerações, a porcentagem de participação de cada cão na genética do filhote. E inclusive um banco de sêmen dos melhores padreadores da raça está sendo implantado, para caso no futuro seja preciso gerar descendência de bons padreadores já falecidos, ajudando assim no melhoramento genético da raça. 

## Características
Cão de temperamento totalmente voltado a companhia, sendo um companheiro vivaz e apto a acompanhar o dono em atividades físicas moderadas, como caminhadas sem adquirir problemas de saúde. Outra característica marcante da raça é o apego ao dono e a crianças.
Fisicamente são cães com porte médio, de peso entre 28 e 38 kg, com altura na cernelha entre 43 e 50 cm, possuem colorações raríssimas em buldogues, chocolate, azul e preto, sempre de maneira uniforme, as manchas brancas tão comuns nos outros buldogues são indesejáveis, podem ou não ter a marcação tan, que são manchas marrons em determinadas partes do corpo, típicas de dobermans, e rotweillers.

## Inovação cinófila
Seus idealizadores pretendiam adotar medidas inéditas na cinofilia, estimando que apenas dois canis por unidade da federação poderiam comercializar a raça, e estes seriam escolhidos por um rigoroso processo de seleção feito por uma comissão da associação nacional do bullbras, associação que ainda seria criada, o criador receberia padreadores para iniciar a criação, e a venda dos filhotes estaria condicionada à castração do filhote, com isto apenas os criadores dos canis poderiam cruzar os cães e isto garantiria que apenas cães dentro dos padrões da raça poderiam se acasalar, evitando assim futuros desvios rácicos em exemplares da raça, sejam físicos ou de comportamento, desvios como os que já ocorreram com outras raças de cães.

## Desistência do projeto
Segundo informações, os idealizadores do projeto desistiram de criar a raça, devido ao fato de que houve um registro por terceiros não relacionados ao projeto de um padrão de uma suposta nova variedade de buldogue junto à CBKC com praticamente o mesmo padrão do Bullbras, adotando o nome de Olde English Bulldogge Brasileiro. Devido a esta usurpação de padrão, desistiu-se de continuar com o desenvolvimento desta raça, sendo os exemplares remanescentes aproveitados por criadores de buldogue campeiro, por exemplo.

## Galeria de fotos
Algumas imagens de cães desta raça que estava em desenvolvimentoː

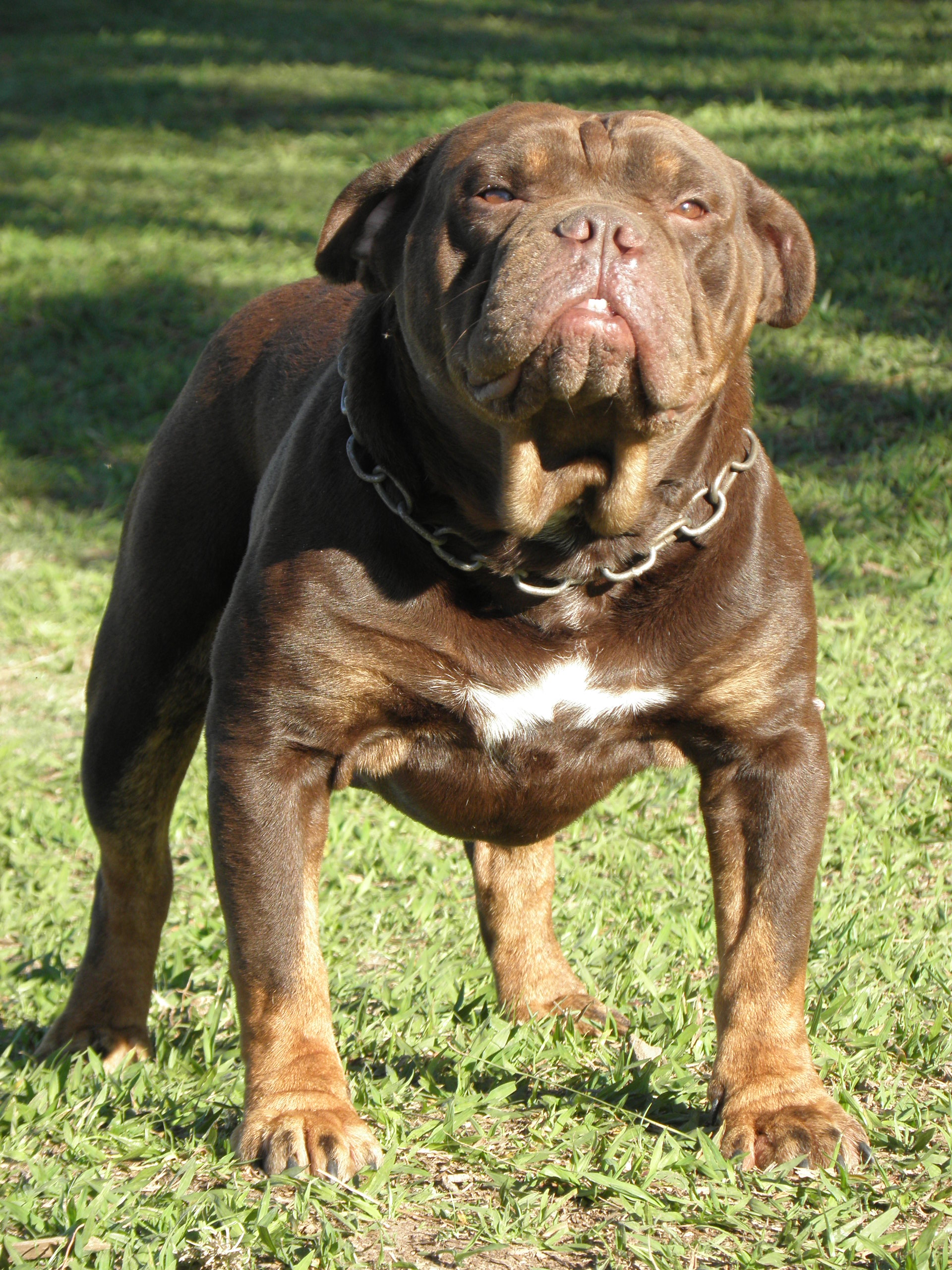
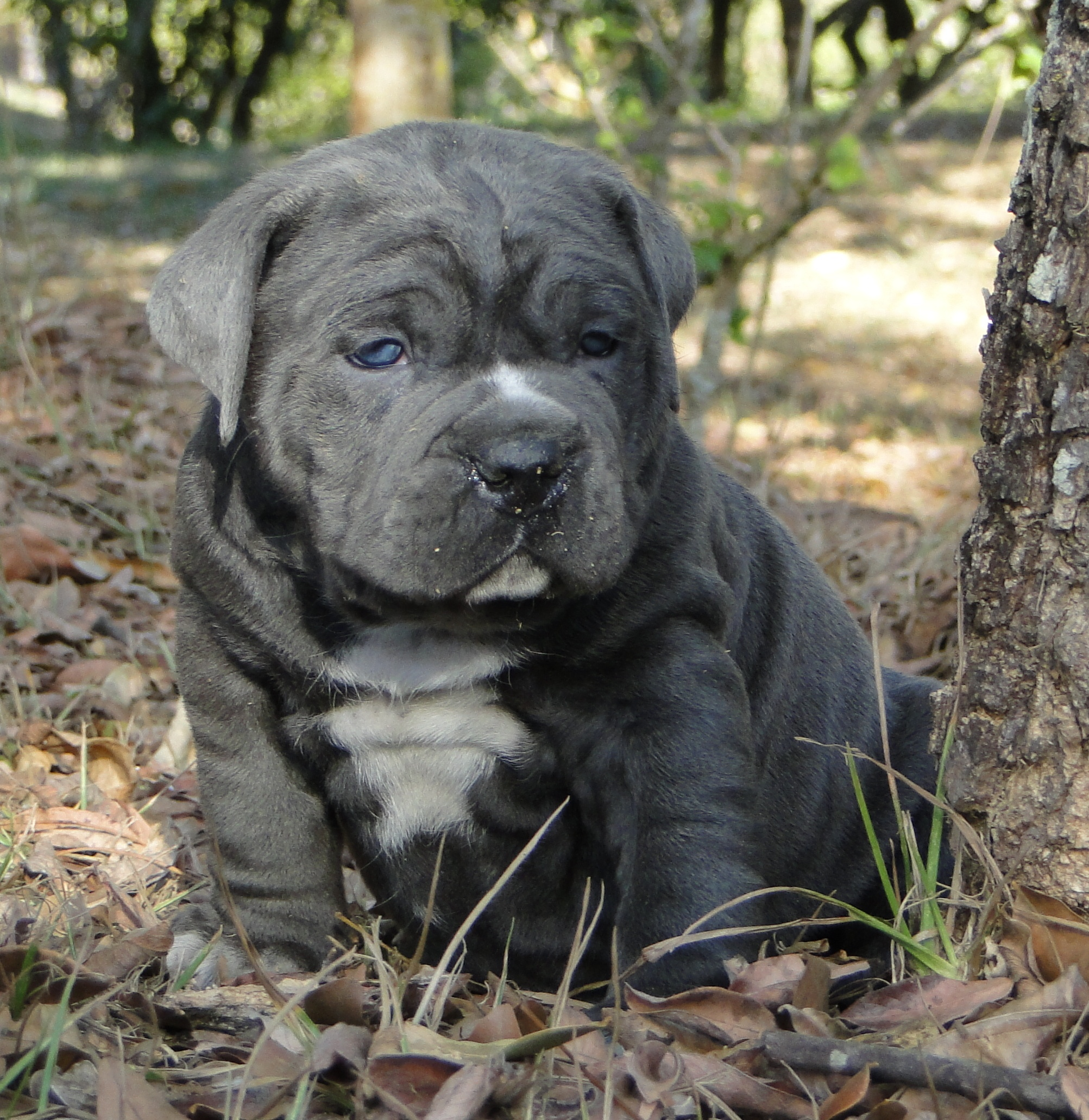
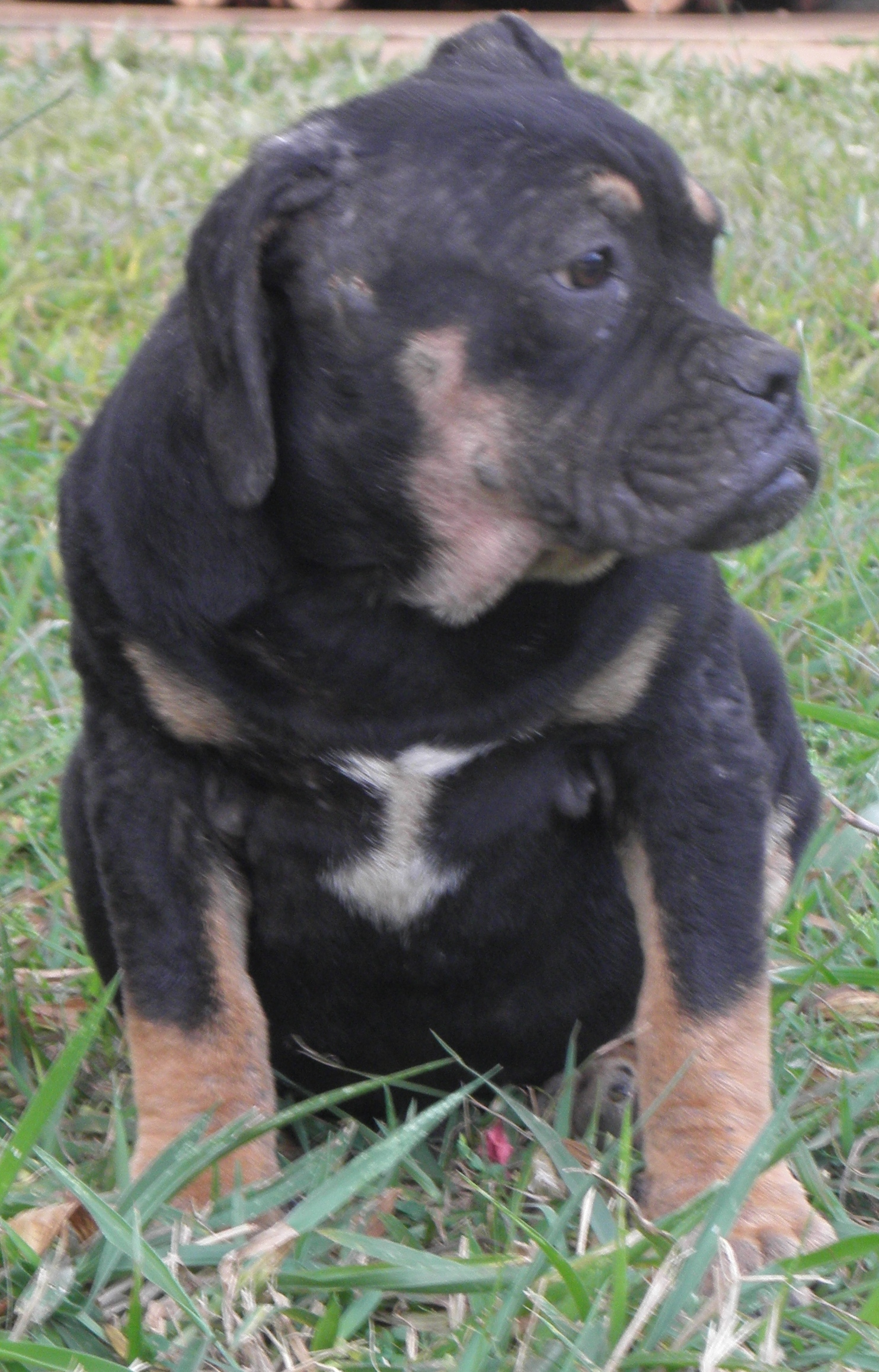
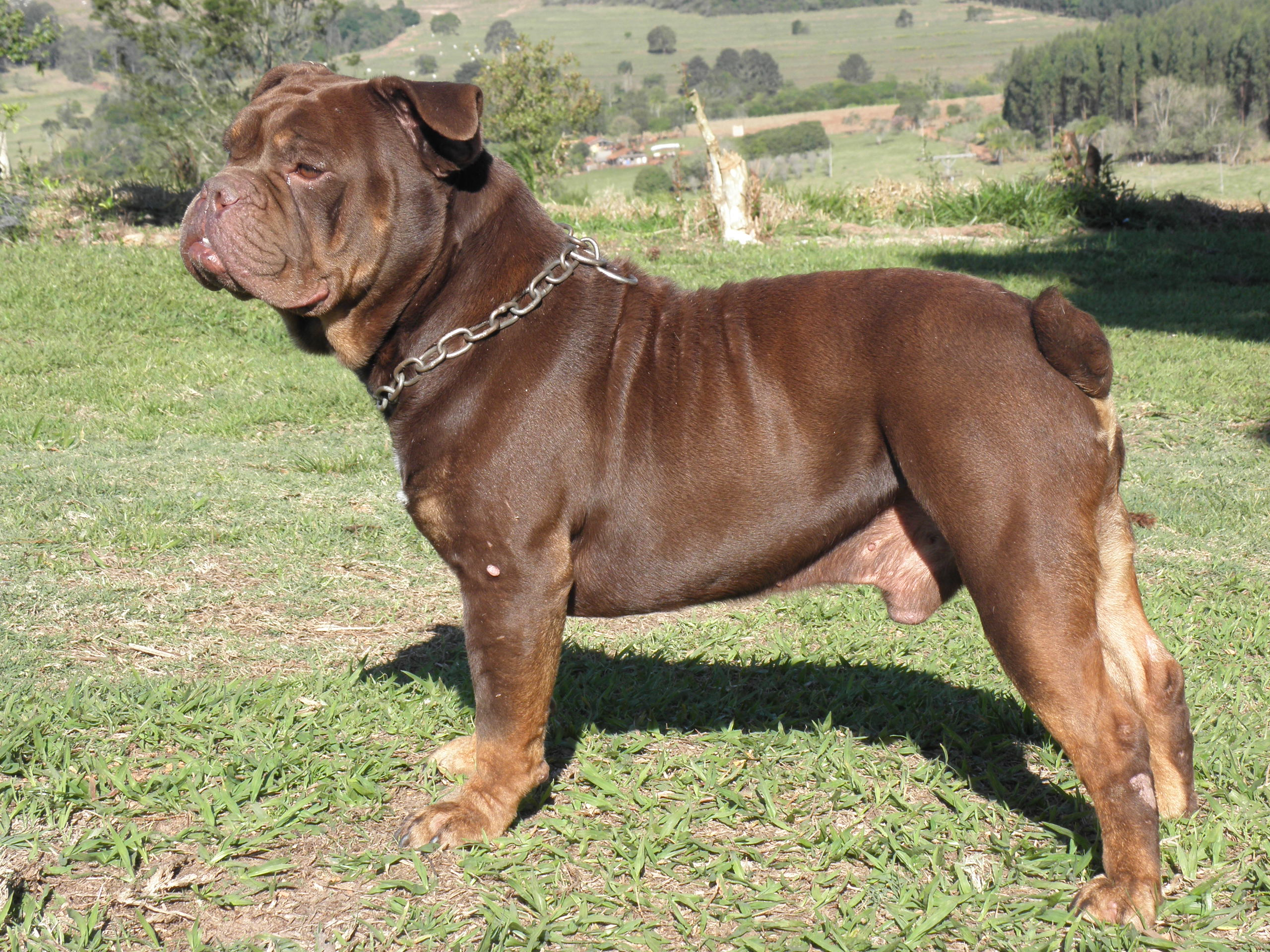
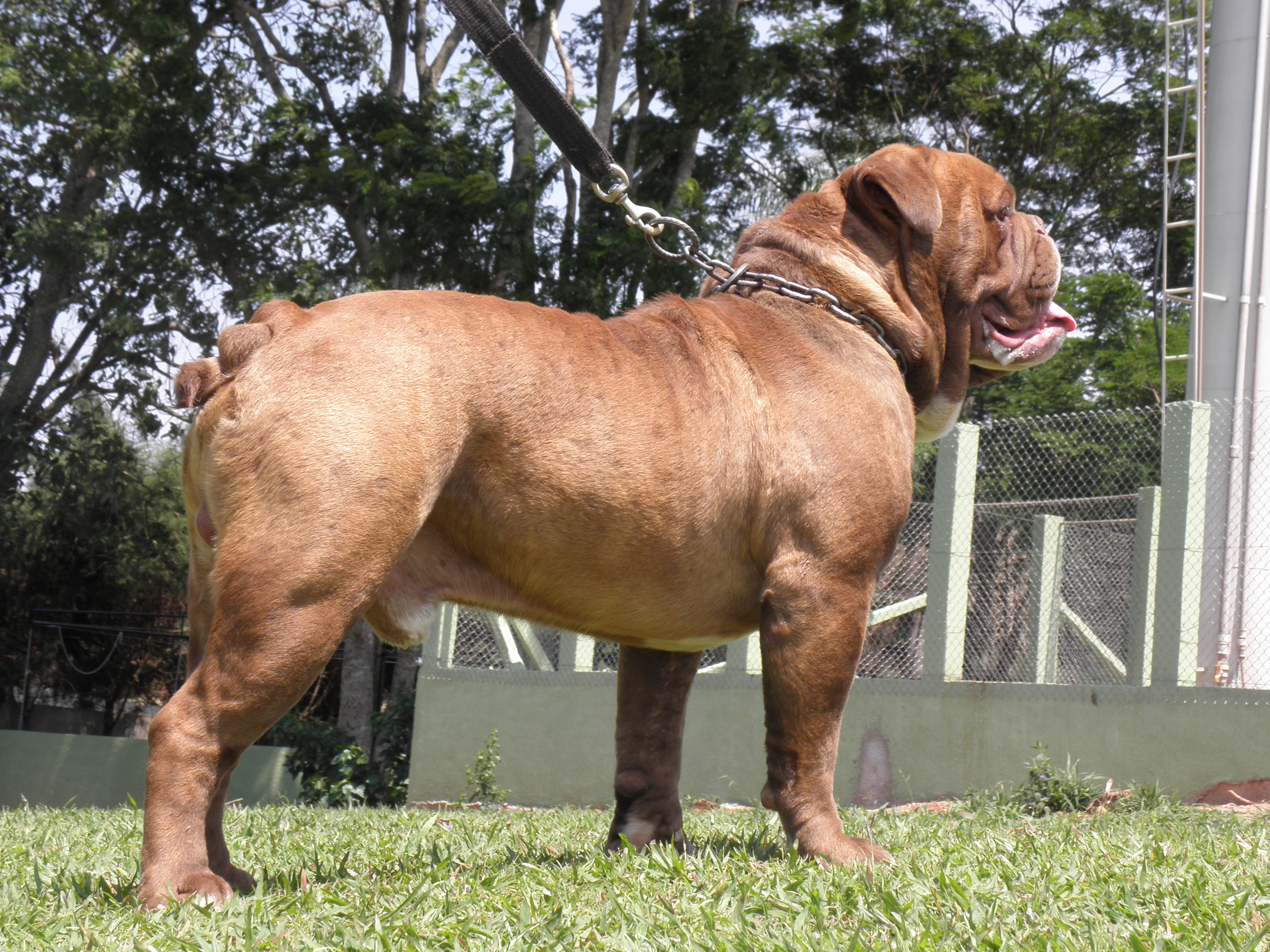
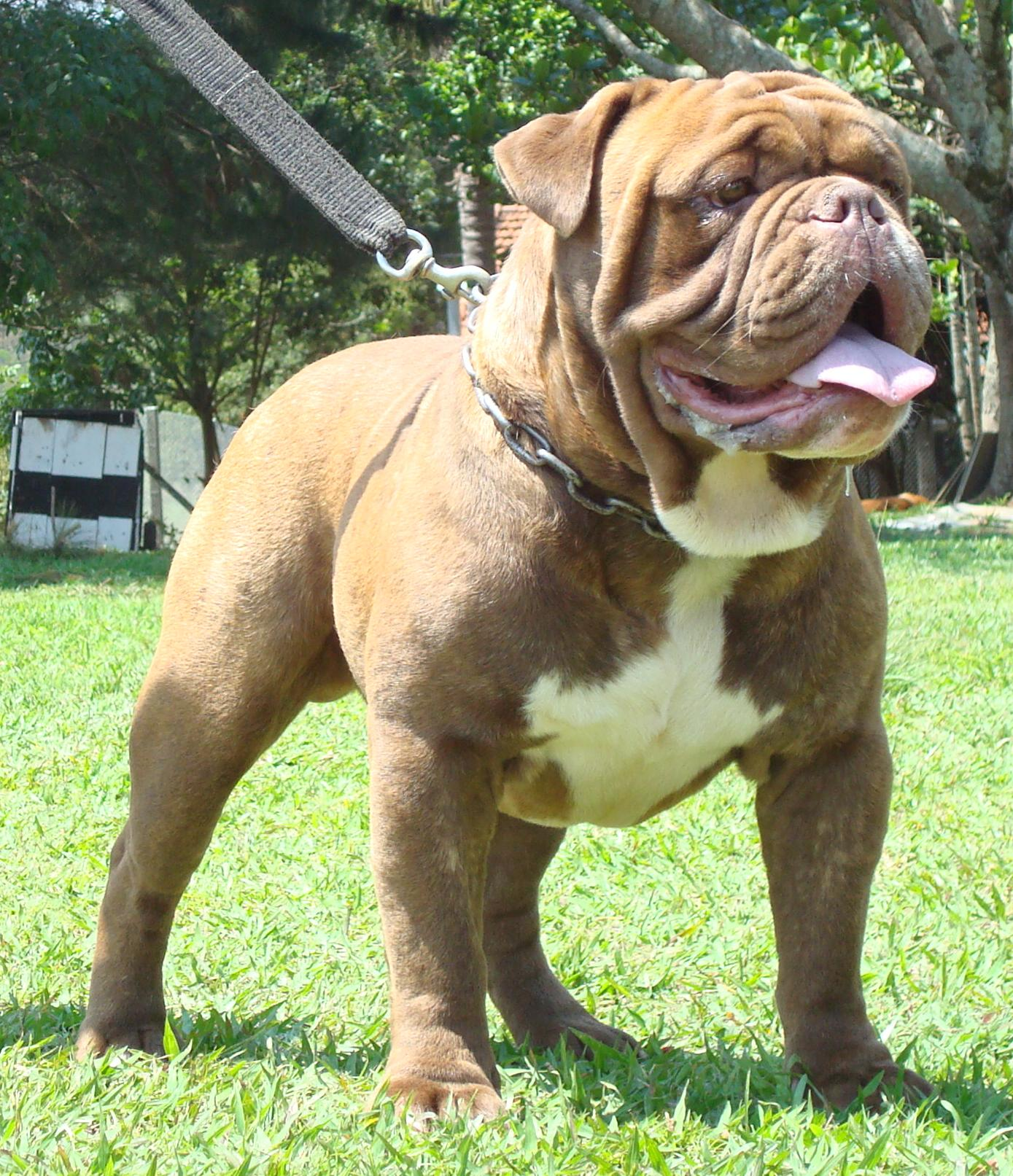
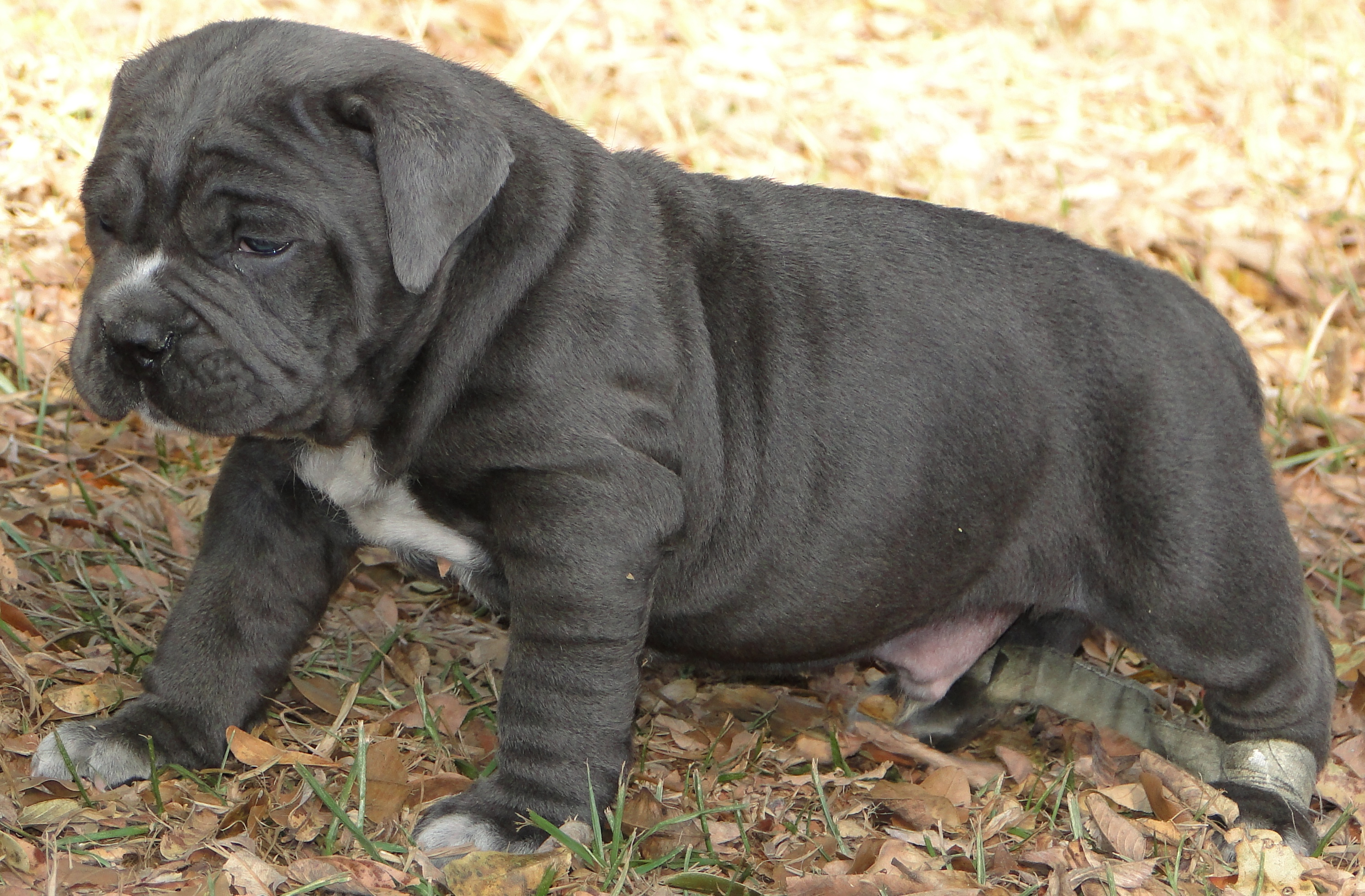